# Clem Moorman
Clement Leroy „Clem“ Moorman (* 20. März 1916 in Newark, New Jersey; † 21. Juli 2017 in Passaic, New Jersey) war ein US-amerikanischer Jazzsänger, Pianist, Arrangeur und Schauspieler.

## Leben und Wirken
Clem Moorman stammte als jüngstes von 13 Kindern aus einer musikalischen Familie in Newark; seine Schwestern Thelma und Hazel waren ebenfalls Pianistinnen, sein Bruder Mixie Saxophonist. Clem begann seine Karriere als Pianist auf Rent-Partys mit seinem Bruder Mixie, als er noch die High School besuchte. 1934 war er Mitglied des Orchesters von Frank Gibbs, ab 1936 bei Al Henderson. 1935 wirkte er bei einem Musikprojekt der Works Progress Administration teil. 1936 trat er mit Russell Mann im Reservoir Club auf.
In den folgenden Jahren war Moorman als Pianist und Arrangeur für die Formationen Barons of Rhythm und Savoy Dictators tätig, mit denen auch 1939 seine ersten Plattenaufnahmen entstanden, die dann auf dem neu gegründeten Newarker Label Savoy Records erschienen. Für Savoy nahm er außerdem mehrere Titel auf (die Savoy-Gründer Lubinsky mit der Bandbezeichnung Bunny Banks Trio veröffentlichte), bei denen auch seine Frau Melba „Bonnie“ Davis mitwirkte („Don't Stop It“), außerdem die Piano-Solo-Nummer „Paratroop Boogie“. Stilistisch war sein Klavierspiel von Erskine Butterfield, Emory Lucas (der ihn eine Zeitlang unterrichtete) sowie von Ike Quebec beeinflusst.
1941 war Moorman mit Ernie Ransome (Gitarre) und Henry „Pat“ Patgett (Bass) Mitbegründer der Band Picadilly Pipers, mit der er Engagements u. a. in Atlantic City und Philadelphia hatte. 1945 entstanden für das Savoy-Label weitere Aufnahmen mit dem Lloyd Thompson Orchestra, als Picadilly Pipers für DeLuxe und Columbia („I'm Not Cryin' Over You, I'm Peeling Onions“). 1964 legte er mit seiner Frau Bonnie Davis als Bonnie & Clem die LP All I Want Is You vor. Von 1975 bis 1984 trat er regelmäßig im Club Martha's Vineyard in Cilton (New Jersey) auf, tourte 1984 mit Della Reese und trat 1985 mit Eartha Kitt in dem Broadway-Musical Blues in the Night auf, für das er auch als musikalischer Leiter fungierte. Er spielte noch bis kurz vor seinem Tod in lokalen Clubs, meist im Colucci's in Haledon (New Jersey). Zur Feier seines 99. Geburtstags trat er mit seiner Stieftochter Melba Moore im New Yorker Metropolitan Room auf. Im Bereich des Jazz war er zwischen 1939 und 1980 an acht Aufnahmesessions beteiligt, zuletzt mit der Sängerin Beulah Bryant (Let's Boogie). Er hatte außerdem als Schauspieler Nebenrollen in den Filmen Der Harte und der Zarte (1990), Einmal Himmel und zurück (2001) und New York, I Love You (2008); ferner trat er in Fernsehshows von Johnny Carson  und David Frost auf.